# Caenocryptoides nigrifacies
Caenocryptoides nigrifacies là một loài tò vò trong họ Ichneumonidae.